# Колючкоухий складчатогуб
Колючкоу́хий складчатогу́б (лат. Nyctinomops aurispinosus) — вид летучих мышей семейства складчатогубов.
Вид распространён в Бразилии, Колумбии, Эквадоре, Мексике, Парагвае и Перу. Обитает в тропических лесах на высоте от 0 до 3150 метров над уровнем моря.
Общая длина составляет 11 см. Масса — 17—18,9 г. Самцы немного крупнее самок. Окраска спины обычно тёмно-коричневая, но варьирует от красновато-коричневого до серо-коричневого цвета с отдельными спинными волосками около 4 мм длиной, волосы почти белого цвета у основания, брюхо немного бледнее, чем спина. Уши большие, морщинистые и соединены у основания, как и у других представителей рода. Зубная формула: I 1/2, C 1/1, P 2/2, M 3/3, всего 30.
Ведёт ночной образ жизни, скрываясь днём в ущельях и внутри пещер. Питается в основном мягкотелыми насекомыми (ночными бабочками). Самки рождают весной одного детёныша в год.